# Gwangjeong-dong
Gwangjeong-dong (koreanska: 광정동) är en stadsdel i staden Gunpo i provinsen Gyeonggi i Sydkorea, 23 km söder om huvudstaden Seoul.